# The Case of the Black Cat
The Case of the Black Cat (englisch für ‚Der Fall der schwarzen Katze‘) ist ein US-amerikanischer Kriminalfilm der Regisseure William C. McGann und dem im Vorspann ungenannten Alan Crosland aus dem Jahr 1936 mit Ricardo Cortez als Strafverteidiger Perry Mason. Der Film basiert auf dem 1935 erschienenen Roman Die Pfotenspur (Originaltitel The Case of the Caretaker’s Cat) von Erle Stanley Gardner. Er ist der fünfte von sechs Perry-Mason-Filmen von Warner Bros. und der erste ohne Warren William in der Hauptrolle.

## Handlung
Mason wird mitten in der Nacht zum Laxter-Anwesen gerufen, um Enkelin Wilma aus dem Testament des invaliden Peter Laxter zu streichen, damit sie nicht den mutmaßlichen Mitgiftjäger Doug heiratet. Peter kommt bei einem mysteriösen Brand ums Leben, und Laxters zwei Enkel, Sam Laxter und Frank Oafley, erben sein Anwesen unter der Bedingung, dass der alte Hausmeister Shuster und seine Katze Clinker weiter beschäftigt werden. Als der katzenhassende Sam Clinker bedroht, schaltet sich Mason ein und erfährt, dass Peters Tod verdächtig war und das Familienvermögen und die Diamanten verschwunden sind.

## Entstehung und Veröffentlichung
The Case of the Black Cat war der vorletzte von sechs Perry-Mason-Filmen, die Warner Bros. zwischen 1934 und 1936 produzierte.
Trotz des Werbematerials, das den Film mit Edgar Allan Poe und einem horrorähnlichen Image in Verbindung bringt, beschrieb Michael R. Pitts den Film als einen rasanten Krimi. Ricardo Cortez und June Travis lösen Warren William und Claire Dodd als Strafverteidiger Perry Mason und seine treue Sekretärin Della Street ab. Obwohl die Figuren im vorherigen Film The Case of the Velvet Claws bereits verheiratet waren, sind sie hier wieder ungebunden.
Die Produktion des Films begann Anfang Juli 1936 und trug den Arbeitstitel The Case of the Caretaker’s Cat. Wie The Hollywood Reporter berichtet, übernahm Regisseur William McGann die Regie des Films nach dem Tod von Alan Crosland bei einem Autounfall.
The Case of the Black Cat wurde am 31. Oktober 1936 in den US-amerikanischen Kinos uraufgeführt und von Warner Bros. Pictures und The Vitaphone Corp. vertrieben.

## Belege und weiterführende Informationen
1. 1 2  Michael R. Pitts: Thrills Untapped: Neglected Horror, Science Fiction and Fantasy Films, 1928–1936. McFarland, ISBN 978-1-4766-3289-6, S. 40.
2. 1 2  Hal Erickson: The Case of the Black Cat (Memento vom 30. März 2019 im Internet Archive) bei AllMovie (englisch)
3. 1 2 3  The Case of the Black Cat (1936). American Film Institute, abgerufen am 31. Juli 2023.